# Caso DGI contra Paco Casal
El caso DGI contra Paco Casal ocurrió entre los años 2008 y 2013. Fue un diferendo público entre la Dirección General Impositiva (DGI) de Uruguay y Francisco “Paco” Casal, que tuvo relación con temas de tributación vinculados a transacciones relativas a la transferencia de los derechos económicos de futbolistas profesionales.
Este diferendo se dio en varios ámbitos que incluyeron: la DGI, el Ministerio de Economía y Finanzas; la Fiscalía de Gobierno, el Poder Ejecutivo, la justicia civil, la justicia penal y el Tribunal de lo Contencioso Administrativo.
El 2009, la DGI demandó a Francisco Casal por incumplimiento de obligaciones tributarias originalmente por $25 millones . Cinco años después el Gobierno Uruguayo desestimó la procedencia de la denuncia.

## Contexto
En el expediente administrativo, intervinieron la DGI, el MEF, la Fiscalía de Gobierno y el Poder Ejecutivo.
En septiembre de 2009, la DGI dictó una Resolución que declaró que Francisco Casal debió declarar y abonar una suma por concepto de obligaciones tributarias; y además la DGI le imputó una infracción de defraudación. En octubre de 2010, la propia DGI incrementó los montos liquidados en un año cuadruplicándolos, pasando de $25 millones a $104.
Tales actos de la DGI fueron impugnados, y en 2011 el Ministerio de Economía y Finanzas (MEF) –órgano superior de la DGI– emitió una resolución donde revocó parte de las resoluciones de la DGI. El MEF entendió que Casal no incurrió en la infracción de defraudación tributaria, y rebajó el plazo para el cómputo de impuestos de 10 a 5 años.
Dada la complejidad del caso, el propio Poder Ejecutivo encomendó a la Fiscalía de Gobierno el estudio de este diferendo.
Los dos Fiscales de Gobierno de la época coincidieron en cuanto a que no le correspondía a FC tributar impuestos en Uruguay por la actividad de transferencia de futbolistas realizada en el exterior, y que carecía de fundamento la determinación tributaria realizada por la DGI. Expertos tributarios independientes sostuvieron la misma posición. 
Ambos Fiscales de Gobierno alertaron la improcedencia del reclamo de la DGI y la posibilidad de que FC pudiese demandar al Estado por una cifra millonaria en caso de una sentencia adversa en el TCA.
El fiscal determinó que la transferencia de jugadores al exterior no se hallaba agravada por el IRIC debido a que:
No ha habido verificación de combinación de factores económicos en el Uruguay ni se han configurado los presupuestos del concepto de empresa. No hay ubicación espacial de los factores económicas. Las personas jurídicas del exterior que no poseen sucursal en Uruguay no son considerados contribuyentes del IRIC.

## Revocación de la resolución original de la DGI
Tras la resolución de los fiscales, el Poder Ejecutivo en noviembre de 2013, dejó sin efecto la resolución original de la DGI (2009) y sus modificativas, revocándolas en su totalidad, y disponiendo su archivo. La efectividad de esta Resolución del Poder Ejecutivo quedó supeditada a la renuncia de los interesados afectados de promover cualquier clase de accionamiento contra el Estado Uruguayo por daños y perjuicios. Como consecuencia de esto, en el año 2013, el Tribunal de lo Contencioso Administrativo dispuso la clausura y archivo de todas las actuaciones.
En cuanto al ámbito penal, la denuncia presentada por la DGI contra Casal por presunto delito de defraudación tributaria fue archivada por el Juez Letrado en lo Penal competente a solicitud de la Fiscal actuante.
En el ámbito civil, la solicitud de la DGI, en el año 2008, de medida cautelar del embargo genérico y de créditos, fue levantada por el Poder Judicial, archivándose las actuaciones. Todos los actores públicos intervinientes ya sea administrativos (DGI, Ministerio de Economía y Finanzas; Fiscalía de Gobierno, Poder Ejecutivo) como jurisdiccionales (justicia civil, justicia penal y TCA) desestimaron las actuaciones de la DGI, revocándolas y mandaron archivar todos los expedientes relacionados.